# 46076 Robertschottland
46076 Robertschottland este o planetă minoră (asteroid), cu un diametru de 6,342 km, din centura de asteroizi. A fost descoperită pe 2 martie 2001 la Stația Anderson Mesa de Lowell Observatory Near-Earth-Object Search. 
Obiectul prezintă o orbită caracterizată de o semiaxă mare de 2,7712021927634 UAi, o excentricitate de 0,066069930677847, o înclinație de 5,2261240253949 ° în raport cu ecliptica.